# Carnival Youth
Carnival Youth – łotewski zespół muzyczny z Rygi.
Formacja powstała w 2012. Koncertowała m.in. na takich festiwalach jak "Reeperbahn" (Hamburg), "Eurosonic" (Groningen), "The Great Escape" (Brighton), "Open’er (Gdynia) i "Spring Break" (Poznań). Pierwszy album wydali w 2014 ("No Clouds Allowed"), a drugi w 2016 ("Propeller"). Łączą rockowe instrumentarium z syntezatorami. Niektórzy recenzenci wskazywali na podobieństwo ich muzyki do twórczości "Arctic Monkeys", "Wolf Parade", czy "Temples".